# 1919年香港潔淨局選舉
1919年香港潔淨局選舉原定在3月10日舉行，選出潔淨局的一名非官守議員。菲勞明洛·玛丽亚·格拉卡·奧蘇里奧博士在無競爭下當選。